# Ireligiozitatea în Bulgaria

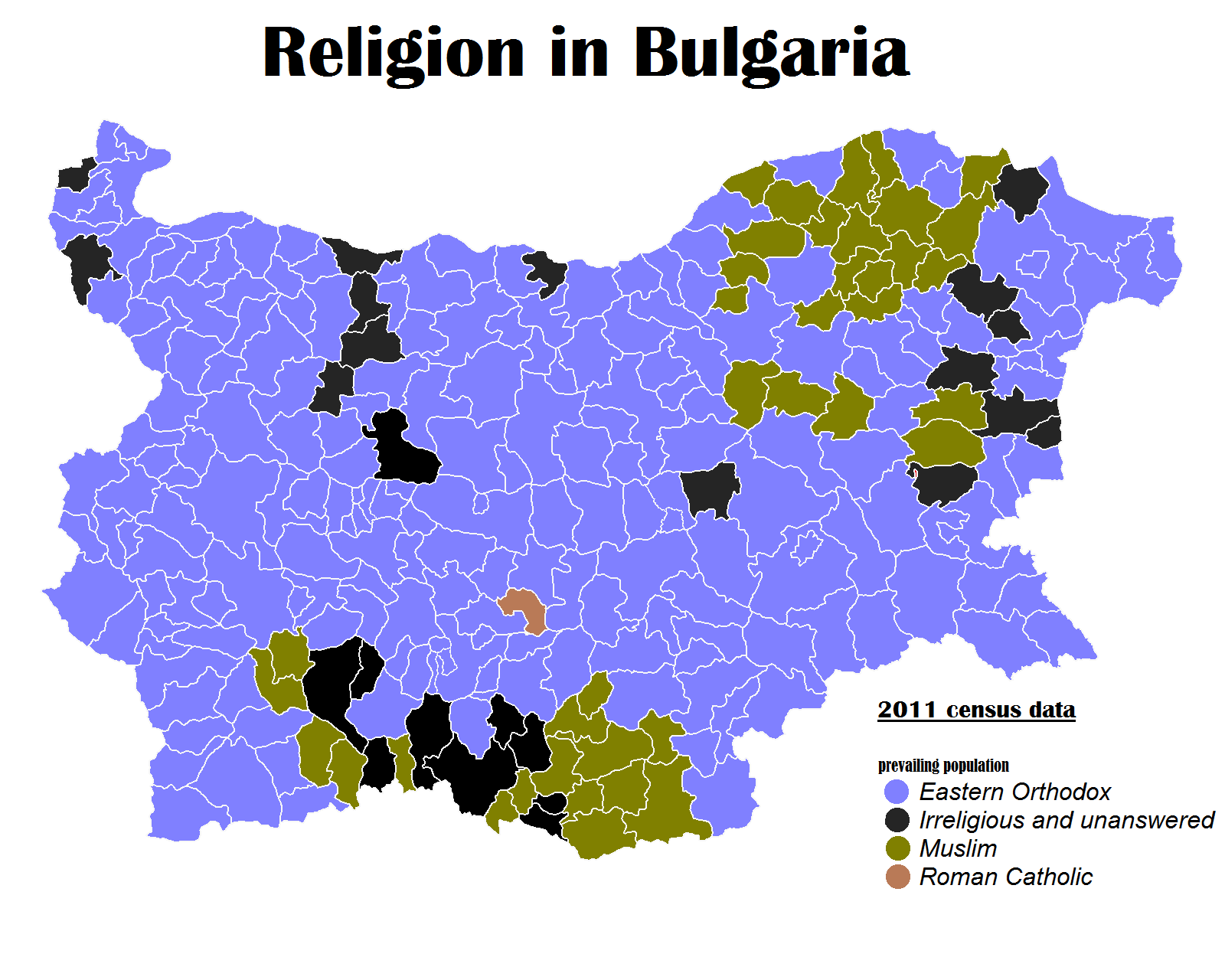
Religia în Bulgaria, recensământul din 2011. Municipiile indicate cu negru au o majoritate de răspunsuri ireligioase și nespecificate.

Religia în Bulgaria (recensământul din 2011)
     Ortodoxia Bulgară (59,5%)
     Neafiliat (9,3%)
     Islam (7,9%)
     Protestantism (0,9%)
     Catolicism (0,7%)
     Nedeclarat (21,8%)
Ireligiozitatea în Bulgaria se referă la ateism, agnosticism și secularism în rândul cetățenilor bulgari. Aceasta reprezintă o poziție religioasă minoritară în țară, fiind estimată la aproximativ 5-10% din populație și fiind a doua cea mai comună atitudine religioasă după Ortodoxia Răsăriteană. Ireligiozitatea în Bulgaria este strâns legată de istoria marxismului-leninismului și a stăpânirii sovietice în țară în secolul XX.

## Istorie
Pentru mare parte din istoria sa, Biserica Ortodoxă Bulgară a fost religia principală a Bulgariei. Ireligiozitatea timpurie în Bulgaria a apărut în contextul dezbaterii privind filetismul la începutul secolului XX, când naționaliștii bulgari nu erau de acord cu rolul pe care religia ar trebui să-l joace în independența națională. Revoluționarii bulgari, precum Liuben Karavelov și Hristo Botev, au scris că religia nu este necesară pentru a forma o națiune unită. În anii 1930, ateismul s-a răspândit printre academicienii bulgari, în contextul traducerii lucrărilor ateiste rusești. Printre aceștia se numără Asen Zlatarov, Todor Pavlov⁠(d) și Azaria Polikarov, care au avut un rol important în răspândirea ateismului în țară.
În 1946, Bulgaria a devenit Republica Populară Bulgaria sub guvernul Uniunii Sovietice. Ca republică sovietică, ateismul de stat a fost impus în țară. Constituția Dimitrov a eliminat Biserica Ortodoxă ca religie de stat a Bulgariei, iar Legea Denominațiunilor din 1949 a întărit și mai mult ateismul, punând biserica sub controlul direct al statului. Această lege a devenit un subiect de controversă după căderea regimului comunist și a fost abrogată în 2002.
Multe tradiții religioase au fost secularizate în timpul stăpânirii sovietice. Sărbătorile religioase au fost redenumite, aniversările au devenit prioritare față de zilele onomastice, căsătoria civilă a devenit standard în locul ceremoniilor religioase de căsătorie, iar impozitele au fost prioritizate în detrimentul dărilor către biserică. Membrii comunității turce musulmane din Bulgaria au fost vizați de propaganda naționalistă și forțați să își schimbe numele personale. Datorită tradiției științifice din socialismul bulgar, academicienii din Bulgaria au avut o relativă libertate de a cerceta și discuta despre religia tradițională din țară.
După căderea regimului comunist în 1990, Constituția Bulgariei a recunoscut Ortodoxia Răsăriteană, stabilind totodată separarea bisericii de stat. În anii 1990, expresia religioasă a fost considerată o formă de respingere a stăpânirii sovietice și a fost larg celebrată; instituțiile au fost redenumite în cinstea figurilor religioase.

## Demografie
Ireligiozitatea este o atitudine mai puțin întâlnită în Bulgaria, majoritatea cetățenilor fiind ortodocși răsăriteni sau musulmani. Conform recensământului din 2011, 9,3% dintre bulgari s-au declarat nereligioși, o creștere semnificativă față de 3,88% în 2001. În 2019, un raport Eurobarometru a constatat că numărul bulgarilor care se identificau ca nereligioși era de 5%, cu încă 4% nedeclarați. Ireligiozitatea este mai frecventă în rândul populației rome, cu 16,1% dintre romii bulgari neidentificându-se cu nicio religie în recensământul din 2001, comparativ cu doar 2,3% dintre bulgarii etnici de la acea vreme.